# Bergbau-AG Friedrichssegen
Die Bergbau-AG Friedrichssegen (vollständiger Name Bergbau-Aktiengesellschaft Friedrichssegen zu Friedrichssegen a. d. Lahn) war zu Beginn des 20. Jahrhunderts Betreiberin einiger Bergwerke im Rhein-Lahn-Kreis.

## Geschichte

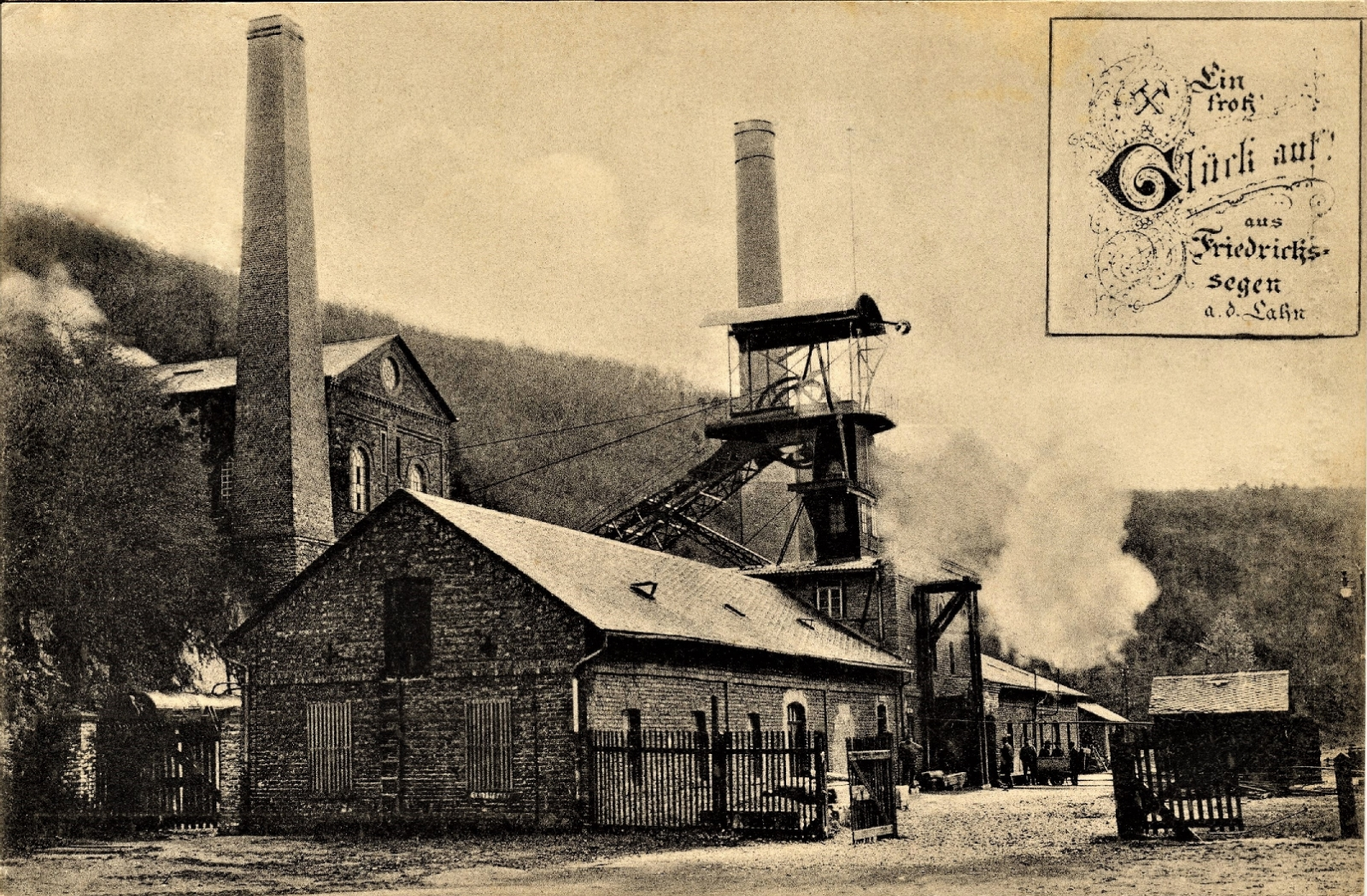
Förderanlagen der Grube Friedrichssegen 1905

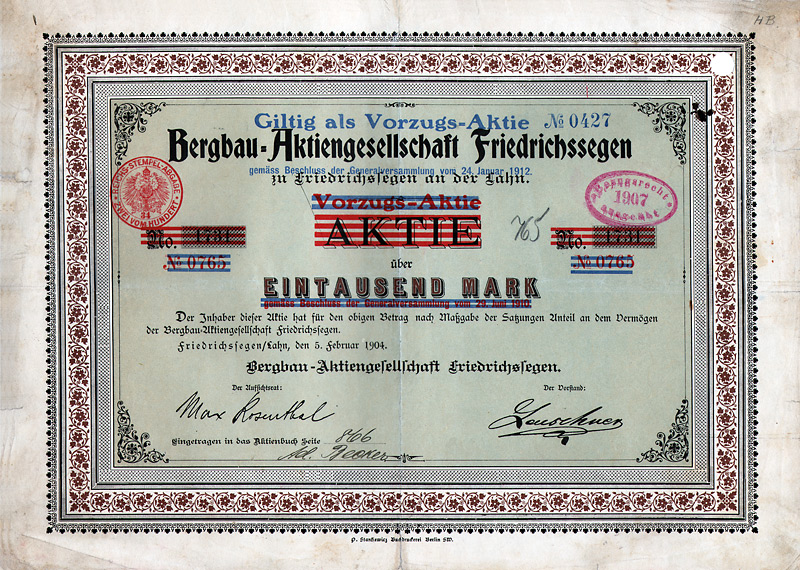
Aktie der Bergbau-AG Friedrichssegen vom 5. Februar 1904

Nach wechselvoller Betreiber-Geschichte der Grube Friedrichssegen, einer Blei-, Zink-, Kupfer- und Silbergrube in Friedrichssegen bei Lahnstein, wurde im Jahr 1903 die Bergbau-AG Friedrichssegen gegründet und übernahm den Betrieb der Grube von der bisherigen Eigentümerin, der Gewerkschaft des Silber- und Bleibergwerks Friedrichssegen, die ihrerseits die Grube seit 1900 betrieb. Der Eintrag der Bergbau-AG in das Handelsregister beim königlichen Amtsgericht in Niederlahnstein erfolgte 1904, eine erste Generalversammlung fand im Bad Ems statt.
Im Jahr 1905 war die AG Eigentümerin von 111 Häusern in Friedrichssegen.
Am 22. November 1906 erhielt die AG eine Konzession für den Bau einer Zinkhütte für die Grube Friedrichssegen, jedoch verschlechterten sich die finanziellen Verhältnisse derart, dass die Hütte nicht gebaut wurde.
Für 2 Millionen Mark erwarb die AG 1907 die Grube Gute Hoffnung bei Werlau und 1908 für 725.000 Mark das Zinkbergwerk Grube Laura in Oberbachem.
Am 30. Juni 1911 wurden durch das Oberbergamt Bonn Bergwerksverleihungen im vorderen Hunsrück für die Bergwerke Herkules I., Herkules II., Edle Rose, Karlsglück und Neue Hoffnung 4 zugeteilt.
Trotz der durchschnittlichen Jahresgewinne von rund 232.000 Mark der Werlauer Grube trat eine Verbesserung der finanziellen Verhältnisse nicht ein: 1911 hatte die Bergbau-AG 1,9 Millionen Mark Hypothekenschulden und ca. 0,5 Millionen Mark an laufenden Verbindlichkeiten. Auf einer außerordentlichen Hauptversammlung am 31. Dezember 1911 wurde beschlossen, die unrentabel gewordene Grube Friedrichssegen mit allen Grundstücken zu verkaufen. Am 14. März 1912 wurden im Amtsgericht Lahnstein Stammaktien i.H.v. 63.000 Mark öffentlich versteigert, der Zuschlag erfolgte für 2.000 Mark. Im November 1912 wurde der Betrieb in Friedrichssegen eingestellt.
Im Bereich St. Goar – Simmern erwarb die AG im Jahr 1912 weitere Bergwerke: Neue Hoffnung 5, Karlssegen, Helene, Gertrudsegen, Hubertusgrube und Kieselbach. Dennoch ließ sich das Ende der AG nicht länger hinauszögern. Die Hauptversammlung im Dezember 1912 in Bad Ems beschloss unter dem Vorsitz des Berliner Bankiers Max Rosenthal, die Insolvenz des Unternehmens in Verbindung mit einem Zwangsvergleich anzustreben. Am 16. Juli 1913 wurde der Antrag beim Amtsgericht Niederlahnstein gestellt. Auf einer ersten Gläubigerversammlung am 29. Juli 1913 gab der Konkursverwalter bekannt, dass die Schulden der AG 2 Millionen Mark betrugen.
Am 4. August 1914 sollte die noch in Betrieb befindliche Werlauer Grube versteigert werden, am 5. August die Grube Friedrichssegen. Jedoch weder zu diesem noch zu einem späteren Termin kam es zu einer Versteigerung. Erst 1916 konnte die Werlauer Gewerkschaft die Grube Gute Hoffnung im Rahmen einer Zwangsversteigerung erwerben.
Das Konkursverfahren über das Vermögen der Bergbau-AG endete 1919 mit der Veräußerung aller Liegenschaften für 80.000 Mark.